# Bóng nước tại Đại hội Thể thao Đông Nam Á 2005
Giải bóng nước tại Đại hội Thể thao Đông Nam Á 2005 là giải bóng nước của SEA Games 2005 bắt đầu vào ngày 21 tháng 11 và kết thúc vào ngày 26 tháng 11 năm 2005. Đội tuyển Singapore đã giành ngôi vô địch lần thứ 20 liên tiếp kể từ năm 1965.
| Đội tuyển      | số trận | thắng | hòa | thua | bàn thắng | bàn thua |
| -------------- | ------- | ----- | --- | ---- | --------- | -------- |
| 1. Singapore   | 5       | 5     | 0   | 0    | 72        | 23       |
| 2. Philippines | 5       | 4     | 0   | 1    | 52        | 24       |
| 3. Malaysia    | 5       | 2     | 0   | 3    | 24        | 46       |
| 4. Indonesia   | 5       | 1     | 1   | 3    | 40        | 53       |
| 5. Thái Lan    | 5       | 1     | 1   | 3    | 21        | 39       |
| 6. Việt Nam    | 5       | 1     | 0   | 4    | 32        | 55       |

| 21 tháng 11 năm 2005 |         |             |       |               |            |
| Philippines          | 15 – 10 | Indonesia   | 16:00 | Trace College | Chi tiết   |
| Thái Lan             | 7 – 5   | Việt Nam    | 17:15 | Trace College | Chi tiết   |
| Singapore            | 21 – 3  | Malaysia    | 18:30 | Trace College | Chi tiết   |
| 22 tháng 11 năm 2005 |         |             |       |               |            |
| Indonesia            | 12 – 13 | Việt Nam    | 16:00 | Trace College | [Chi tiết] |
| Malaysia             | 7 – 4   | Thái Lan    | 17:15 | Trace College | [Chi tiết] |
| Philippines          | 6 – 7   | Singapore   | 18:30 | Trace College | [Chi tiết] |
| 23 tháng 11 năm 2005 |         |             |       |               |            |
| Việt Nam             | 7 – 8   | Malaysia    | 16:00 | Trace College | [Chi tiết] |
| Singapore            | 16 – 7  | Indonesia   | 17:15 | Trace College | [Chi tiết] |
| Thái Lan             | 2 – 10  | Philippines | 18:30 | Trace College | [Chi tiết] |
| 24 tháng 11 năm 2005 |         |             |       |               |            |
| Indonesia            | 6 – 4   | Malaysia    | 16:00 | Trace College | [Chi tiết] |
| Philippines          | 13 – 3  | Việt Nam    | 17:15 | Trace College | [Chi tiết] |
| Singapore            | 12 – 3  | Thái Lan    | 18:30 | Trace College | [Chi tiết] |
| 25 tháng 11 năm 2005 |         |             |       |               |            |
| Thái Lan             | 5 – 5   | Indonesia   | 16:00 | Trace College | [Chi tiết] |
| Việt Nam             | 4 – 15  | Singapore   | 17:15 | Trace College | [Chi tiết] |
| Philippines          | 8 – 2   | Malaysia    | 18:30 | Trace College | [Chi tiết] |

## Danh sách vận động viên đoạt huy chương
| Vàng | Bạc | Đồng |
| --- | --- | --- |
| SingaporeDavid Wee Ho Khai Weng Kenneth Wee Lee Kok Wang Alvin Lee Sai Meng Luo Nan Mallal Garret Charles Ng Eu Liem Marcus Ng Ker Wei Ronald Lam Tan Chin Tiong Tan Wei Keong Terence Yip Ren Kai | PhilippinesAlan Cesar Payawal Sherwin Dela Paz Michael Jorolan Ricardo Dilap Dilap Norton Alamara Almax Laurel Frazier Alamara Teodoro Roy Cañete Ali Alamara Dale Evangelista Danny Dela Torre Monsuito Pelenio Tani Gomez | MalaysiaLoo Jih Sheng Albert Yeap Jin Teik Danny Ng Chin Han Teo Peng Jiew Wong Khar Munn Wong Khar Leon Jimmy Shim Wai Chong Lim How Jit Kee Zhen Hao Madhusudhan Varavindhakshan Abdul Hafiz Salleh Lai Cheng Loke Kee Dow Liang |